# Eugenia flavescens
Eugenia flavescens är en myrtenväxtart som beskrevs av Dc.. Eugenia flavescens ingår i släktet Eugenia och familjen myrtenväxter. Inga underarter finns listade i Catalogue of Life.

## Bildgalleri

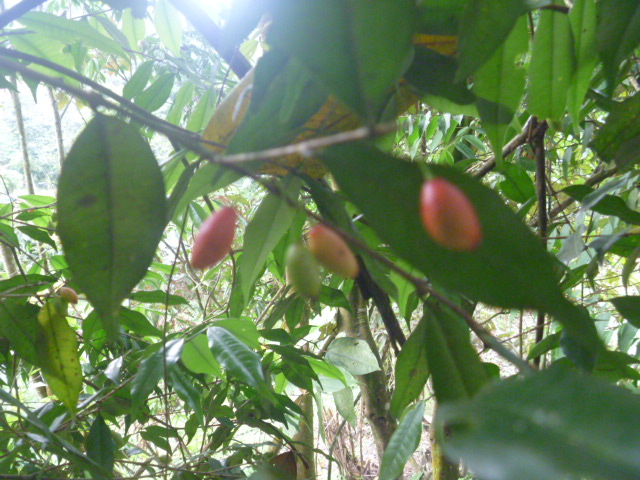